# Nowa Zawada
Nowa Zawada – wieś w Polsce położona w województwie kujawsko-pomorskim, w powiecie włocławskim, w gminie Baruchowo.
W latach 1975–1998 miejscowość administracyjnie należała do województwa włocławskiego. Według Narodowego Spisu Powszechnego (III 2011 r.) liczyła 76 mieszkańców. Jest czternastą co do wielkości miejscowością gminy Baruchowo.